# Тиоцианат натрия
Тиоцианат натрия NaSCN (техническое название — роданистый натрий) — неорганическое вещество, натриевая соль роданистоводородной кислоты. Бесцветные ромбические гигроскопичные кристаллы, хорошо растворимые в воде, растворимые в ацетоне, метаноле, этаноле. Из воды ниже 30,4 °С кристаллизуется в виде дигидрата, выше — в виде безводной соли. Из ацетона и диоксида серы в интервале от 0 до −8 °С кристаллизуется в виде аддуктов.

## Получение
Обычно, тиоцианат натрия получают взаимодействием стехиометрического количества гидроксида натрия с тиоцианатом аммония с последующей кристаллизацией из горячего раствора:
{\displaystyle {\ce {NaOH + NH4SCN -> NaSCN + NH3 ^ + H2O}}}
Также, вещество может быть получено при взаимодействии цианида натрия с веществами, легко отдающими серу или самой серой:
{\displaystyle {\ce {NaCN + Na2S2 ->[t] NaSCN + Na2S}}}
{\displaystyle {\ce {NaCN + S ->[t] NaSCN}}}

## Химические свойства
Образует двойные соли с тиоцианатами тяжелых металлов. Окисляется в водном растворе до гидросульфата натрия и синильной кислоты. В расплаве восстанавливается порошком железа до цианида натрия.

## Применение
Реагент для крашения и печатания тканей, компонент проявителей в фотографии, реактив для фотометрического определения железа(III), кобальта, молибдена, вольфрама. Используется для изготовления прядильных растворов при производстве полиарилонитрильных волокон, для синтеза других тиоцианатов. Дефолиант, гербицид. Противоморозная добавка в бетон.

## Симптомы острого отравления
Животные. Одышка, хрипы, судороги, понос, падение, а затем повышение кровяного давления, нарушение сердечной деятельности. Гибель в течение суток.